# Xavier Abril de Vivero
Xavier Abril de Vivero (1905 — 1987) é um escritor peruano, autor de Poemas de Xavier Abril, Holiywood (relatos) e Antologia de César Voltejo.